# Oxford (Nueva York)
Oxford es un pueblo ubicado en el condado de Chenango en el estado estadounidense de Nueva York. En el año 2000 tenía una población de 3.992 habitantes y una densidad poblacional de 25.7 personas por km².

## Geografía
Oxford se encuentra ubicado en las coordenadas 42°24′22″N 75°35′30″O / 42.40611, -75.59167.

## Demografía
Según la Oficina del Censo en 2000 los ingresos medios por hogar en la localidad eran de $33,024, y los ingresos medios por familia eran $37,639. Los hombres tenían unos ingresos medios de $28,169 frente a los $21,380 para las mujeres. La renta per cápita para la localidad era de $16,149. Alrededor del 13.6% de la población estaban por debajo del umbral de pobreza.